# Барнзли (община)
Община Барнзли (на английски: Borough of Barnsley) е една от четирите административни единици в област (графство) Южен Йоркшър, регион Йоркшър и Хъмбър. Населението на общината към 2008 година е 225 200 жители разпределени в множество селища на площ от 329,10 квадратни километра. Главен град на общината е Барнзли.

## География
Община Барнзли е разположена в северозападната част на графството.
Градове на територията на общината:
| град     | на английски | население |
| -------- | ------------ | --------- |
| Барнзли  | Barnsley     | 71 599    |
| Дартън   | Darton       | 14 927    |
| Пенистън | Penistone    | 10 101    |
| Ройстън  | Royston      | 9373      |
| Хойланд  | Hoyland      | 15 497    |
| Уомбуел  | Wombwell     | 15 180    |